# Ústějov
Ústějov (německy Austejow) je osada, část města Mladá Vožice v okrese Tábor v Jihočeském kraji. Nachází se asi dva kilometry jihovýchodně od Mladé Vožice. Ústějov leží v katastrálním území Krchova Lomná o výměře 2,2 km².

## Historie
První písemná zmínka o vesnici pochází z roku 1318.

## Obyvatelstvo
| Rok            | 1869 | 1880 | 1890 | 1900 | 1910 | 1921 | 1930 | 1950 | 1961 | 1970 | 1980 | 1991 | 2001 | 2011 | 2021 |
| -------------- | ---- | ---- | ---- | ---- | ---- | ---- | ---- | ---- | ---- | ---- | ---- | ---- | ---- | ---- | ---- |
| Počet obyvatel | 34   | 30   | 28   | 19   | 15   | 21   | 12   | 14   | 13   | 13   | 12   | 3    | 3    | 1    | 0    |
| Počet domů     | 4    | 4    | 4    | 4    | 3    | 3    | 3    | 3    | 2    | 2    | 2    | 3    | 3    | 2    | 2    |

## Obecní správa
Při sčítání lidu v letech 1850–1899 Ústějov byl osadou obce Janov v okrese Tábor. V letech 1900–1975 byl osadou obce Blanice, se kterým patřila nejprve do okresu Tábor, ale v roce 1950 v okrese Votice a od roku 1960 opět v okrese Tábor. Od 1. července 1975 je částí města Mladá Vožice v okrese Tábor.

## Galerie

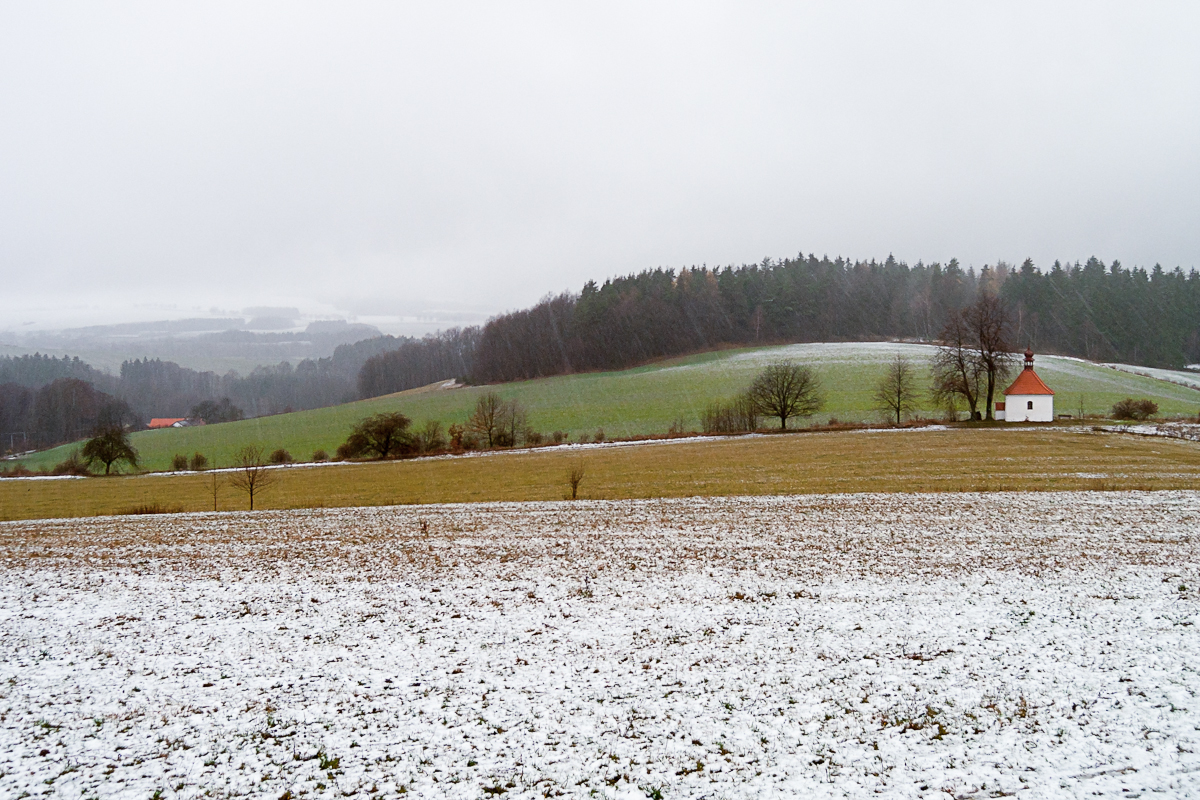
Kaple Panny Marie z roku 1812 u Ústějovské lípy
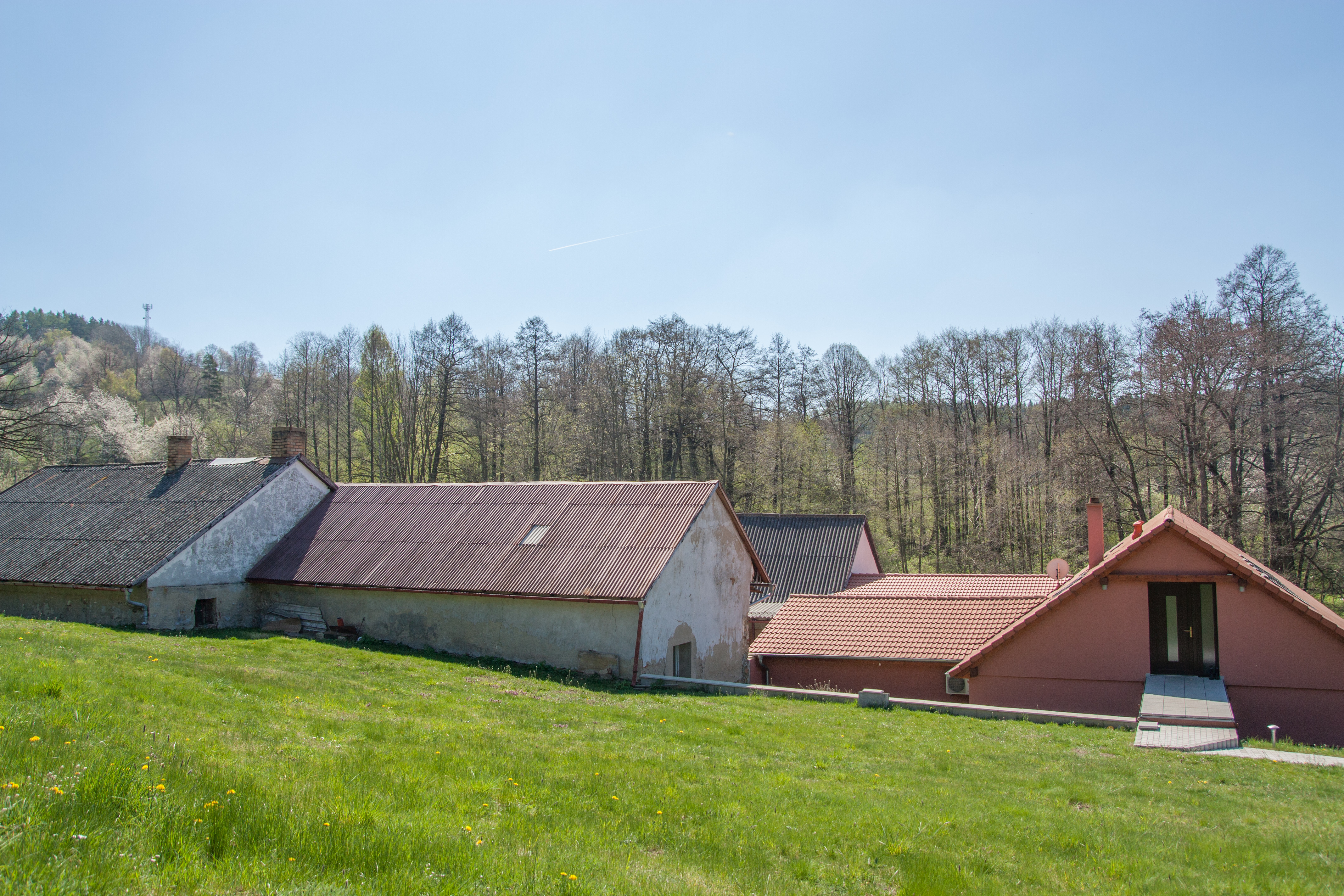
Domy (2019)
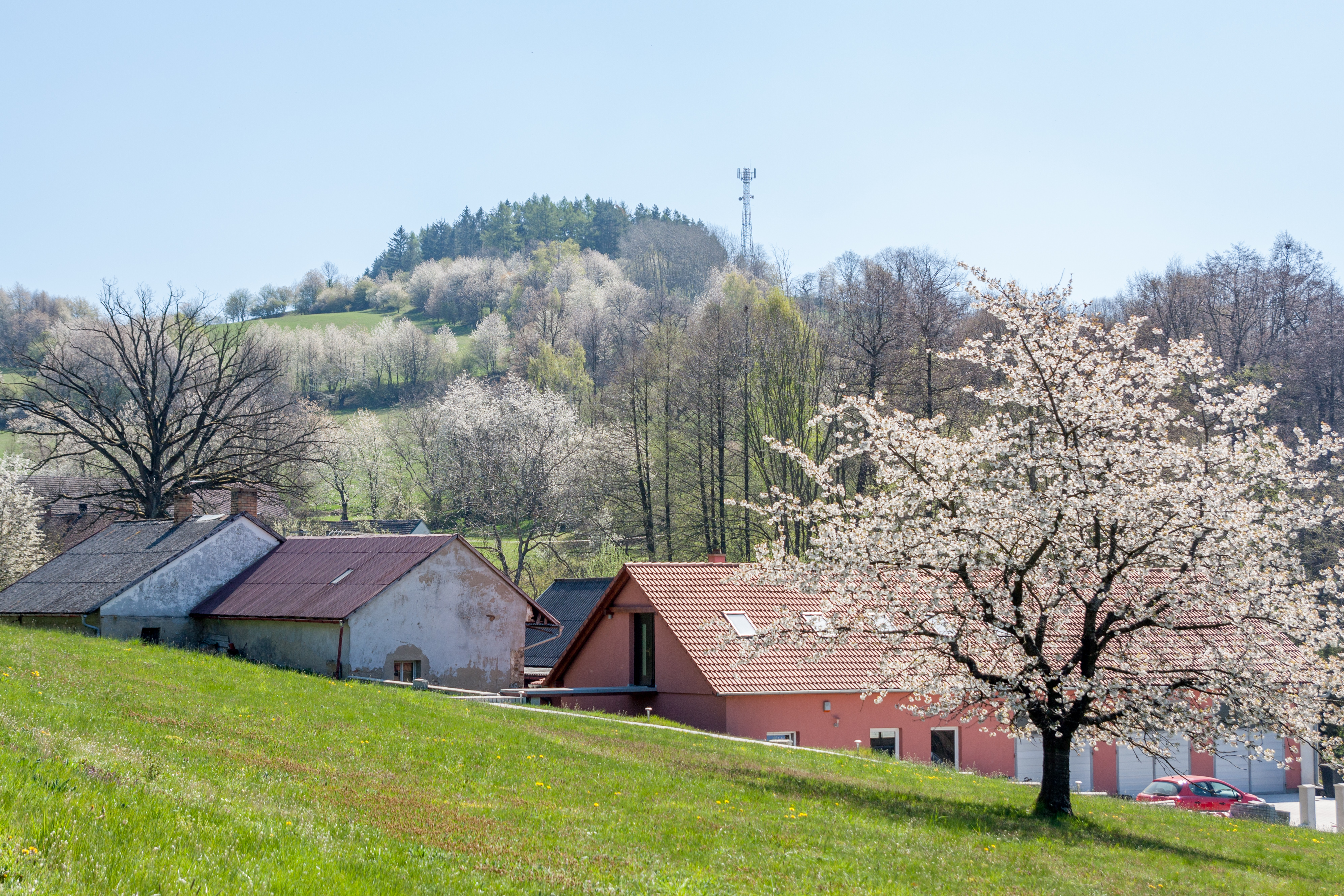
Domy (2019)